# Église grecque-catholique russe

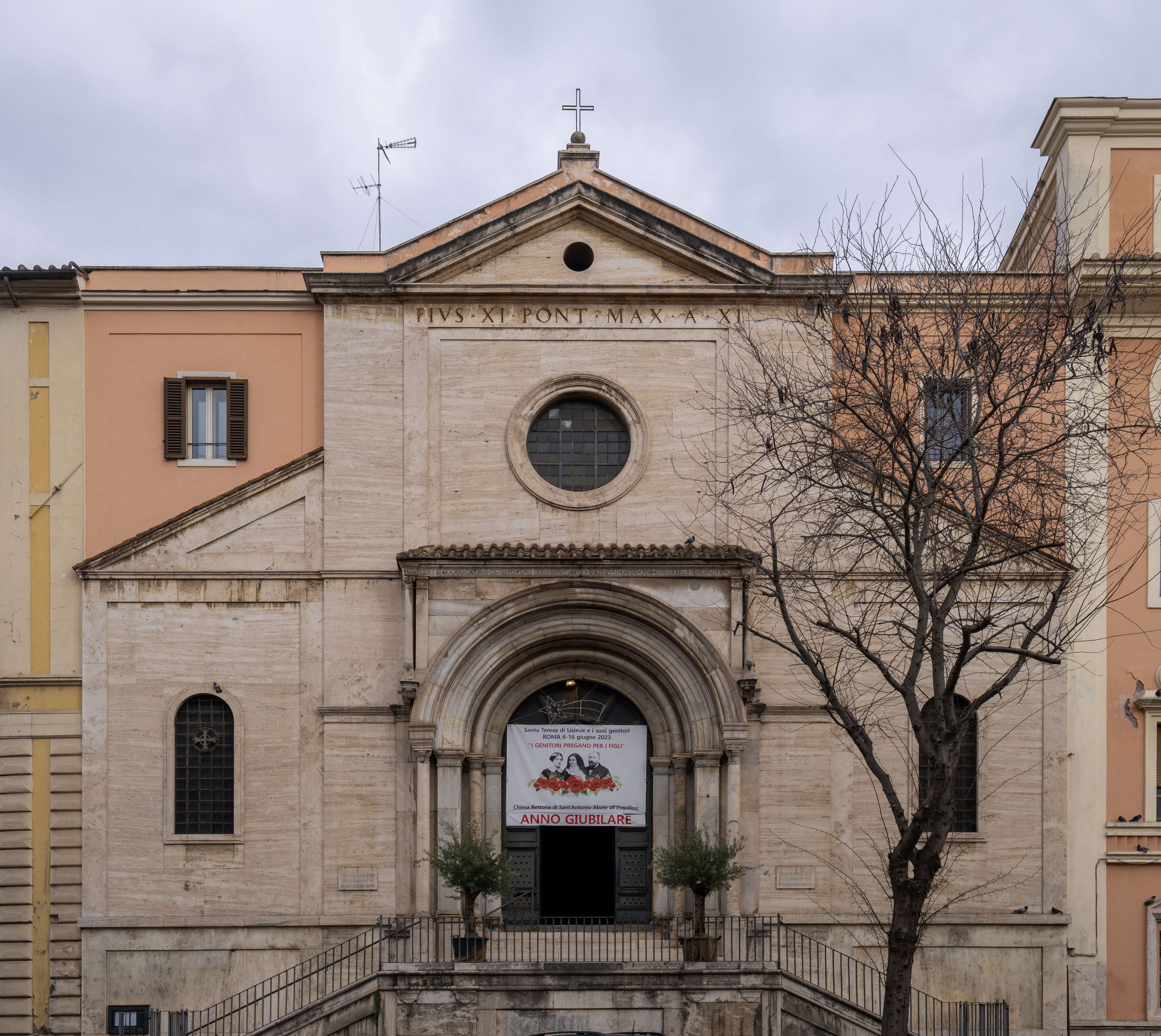
Église Sant'Antonio Abate, « Russicum » à Rome.

L'Église grecque-catholique russe (également appelée Église gréco-catholique russe) est une des Églises catholiques orientales rassemblant les catholiques russes de rite byzantin, en Russie et dans la diaspora russe.

## Histoire

### Moyen-Âge
Lorsque le christianisme s'est implanté en Russie en 988, la nouvelle Église russe, tout en suivant la tradition byzantine reçue de Constantinople, était en pleine communion avec le Saint-Siège (de Rome). Les événements de 1054 n'ont pas provoqué de rupture immédiate formelle entre le Siège de Rome et l'Église russe, et les contacts entre Rome et la Russie continuèrent. L'Église russe était représentée au concile de Florence en 1439 par le métropolite Isidore de Kiev et plusieurs autres membres du haut clergé russe. Les évêques de Russie signèrent l'Acte d'Union à l'issue du concile et proclamèrent l'union des Églises, acte qui a été chaleureusement reçu par leurs peuples, sur leurs différents territoires pendant leur trajet de retour en Russie.
Le métropolite Isidore et sa suite arrivèrent à Moscou le 19 mars 1441 ; ayant célébré ce même jour la Divine Liturgie dans l'église de l'Ascension, il promulgua l'Union devant le tsar Basile II et sa cour. Quatre jours plus tard, Basile II, motivé par des considérations xénophobes et nationalistes, craignant de perdre le contrôle de l'Église et désireux d'exclure les influences étrangères de son domaine, fit arrêter le Métropolite Isidore. Toutefois, Isidore réussit à s'enfuir et regagner l'Ouest, apparemment avec la complicité du tsar Basile lui-même.

### Époque contemporaine
Le 22 mai 1908, le R.P. Zerchaninov a été nommé administrateur de la Mission pour les catholiques de Russie. Le décret de la Secrétairerie d'État du Vatican qui le nomme précisait : "C'est pourquoi Sa Sainteté commande au prêtre Zerchaninov sus-nommé de respecter les lois du rite grec-slave fidèlement et dans toute leur intégrité, sans aucun mélange de rite latin ou de tout autre rite, il doit aussi veiller à ce que ses sujets, le clergé et tous les autres catholiques, fassent de même."
En 1927, est créé à Rome le « Russicum », collège pontifical pour la formation du clergé russe de rite byzantin situé dans les bâtiments de l'église Sant'Antonio Abate. En 1930 est acheté un local, à Paris, qui fut transformé en chapelle, avant de devenir l'église de la Très-Sainte-Trinité.
Le 18 janvier 2005, le pape Jean-Paul II a nommé l'évêque (latin) de Novossibirsk MgrJoseph Werth en tant qu'évêque ordinaire pour les catholiques de rite byzantin en Russie.

## Relations avec les autres Églises
L'Église orthodoxe russe est hostile au développement du catholicisme en Russie en général, et au catholicisme de rite byzantin en particulier dans lequel elle voit une agression et une provocation. Ce « problème » empêche la reconnaissance pleine et entière, et le soutien de l'Église grecque-catholique russe par l'Église catholique de rite latin, laquelle veut maintenir et développer de bonnes relations avec le patriarcat de Moscou. En revanche, l'Église grecque-catholique ukrainienne entretient des relations de proximité avec les ordinaires latins de la fédération de Russie où certaines paroisses sont biritualistes, comme la paroisse Saint-Jean-Chrysostome de Novokouznetsk.